# Лібйонж
Лібйонж (пол. Libiąż) — місто в південній Польщі. Належить до Хшановського повіту Малопольського воєводства. Є центром ґміни Лібйонж.
Найбільший промисловий завод: шахта «Яніна».

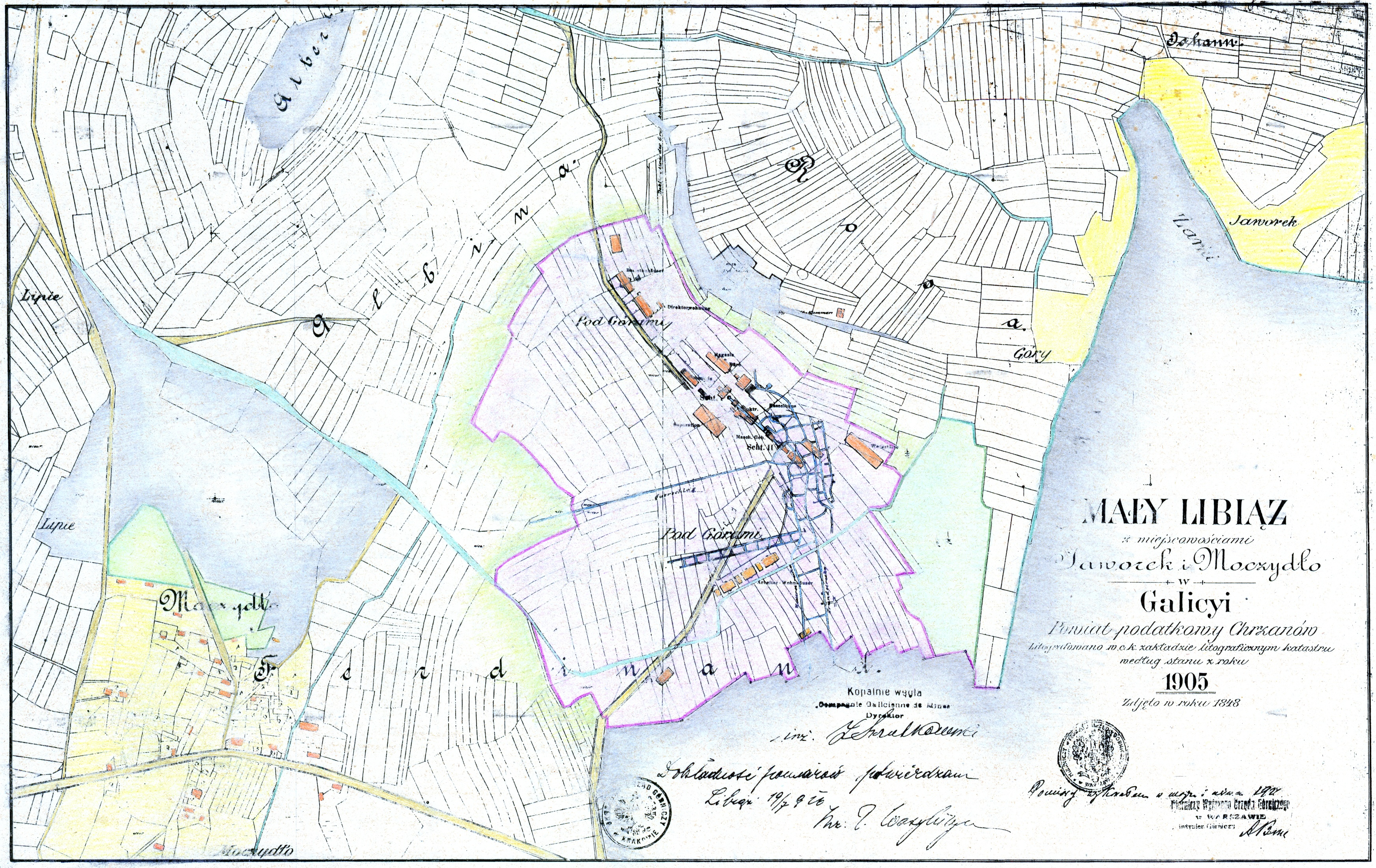
Шахта «Яніна» в Лібйонжу, карта 1905 р.

## Демографія
Демографічна структура станом на 31 березня 2011 року:
|          | Загалом | Допрацездатний вік | Працездатний вік | Постпрацездатний вік |
| -------- | ------- | ------------------ | ---------------- | -------------------- |
| Чоловіки | 8542    | 1500               | 6266             | 776                  |
| Жінки    | 8886    | 1540               | 5557             | 1789                 |
| Разом    | 17428   | 3040               | 11823            | 2565                 |

## Галерея

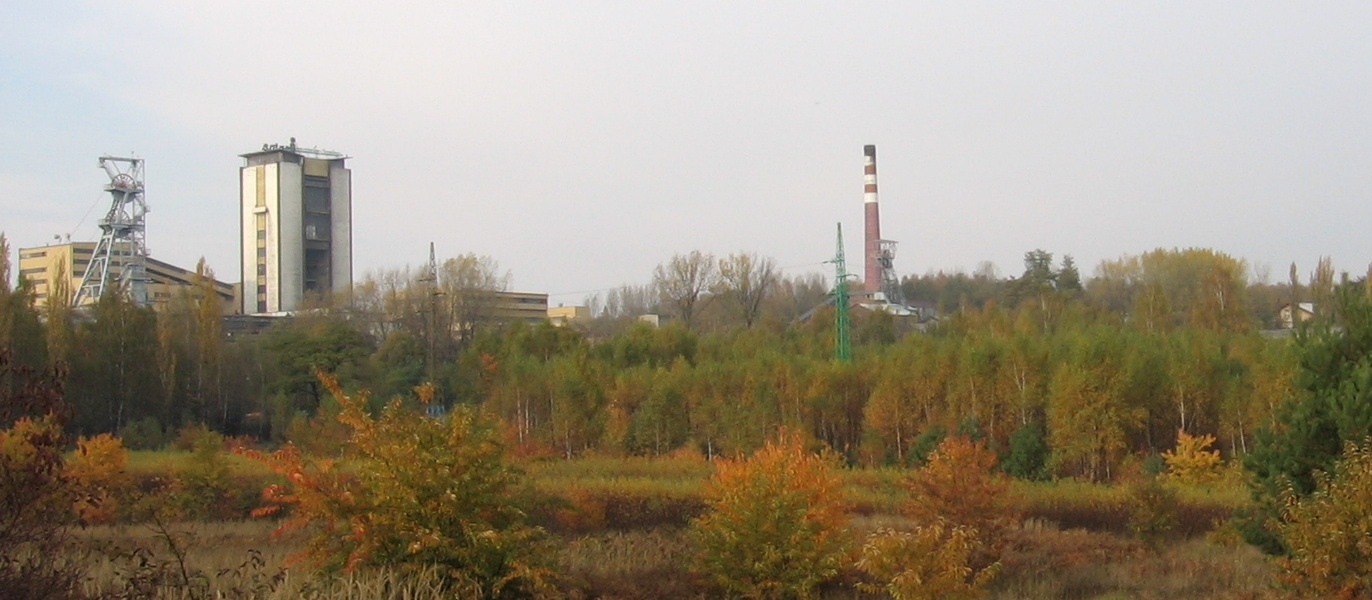
Лібйонж — панорама
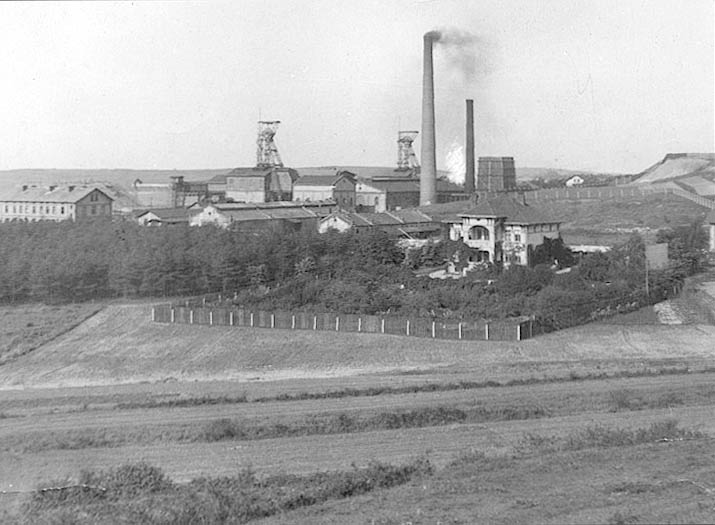
Лібйонж - шахта «Яніна»
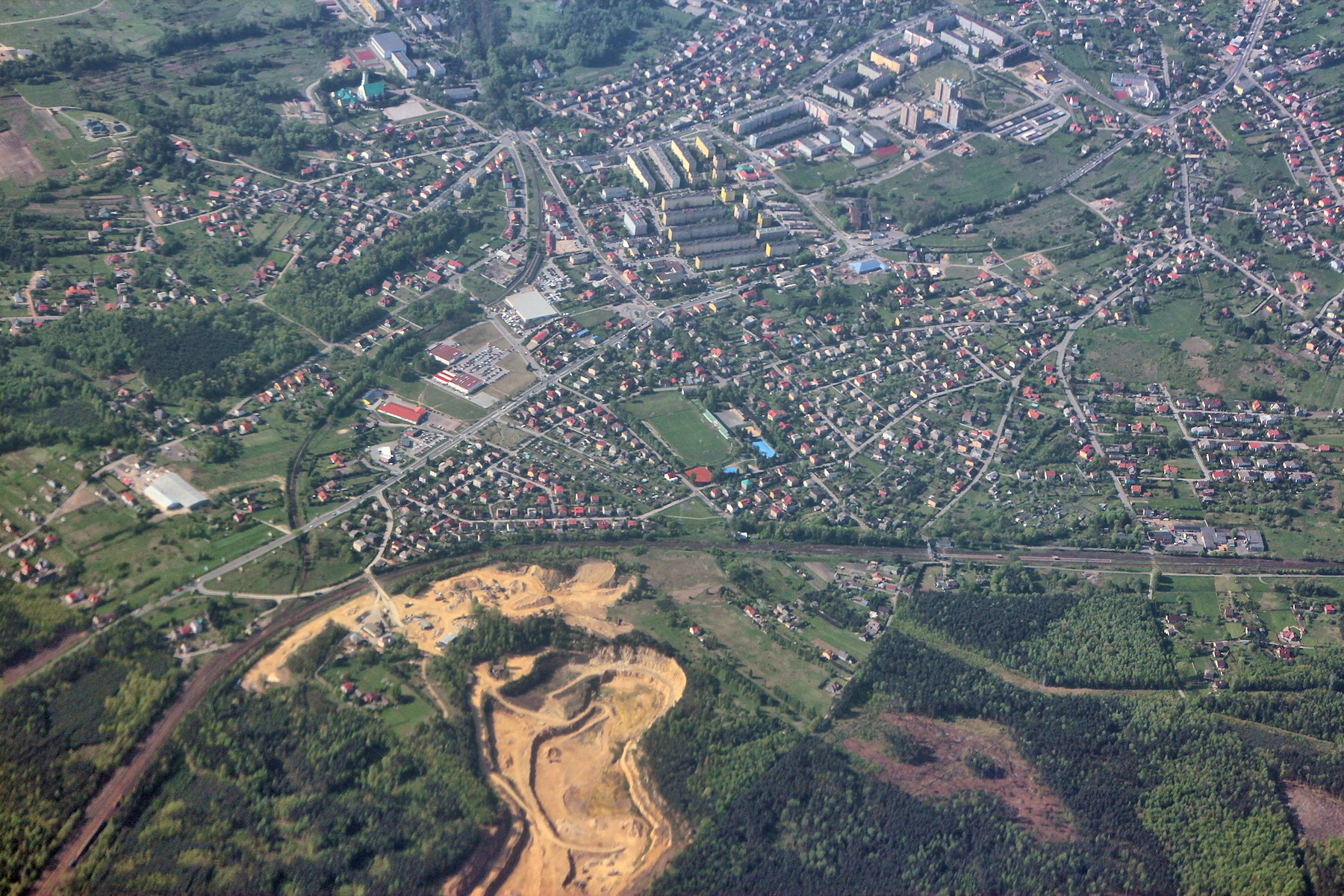
Лібйонж: вид на місто з висоти пташиного польоту
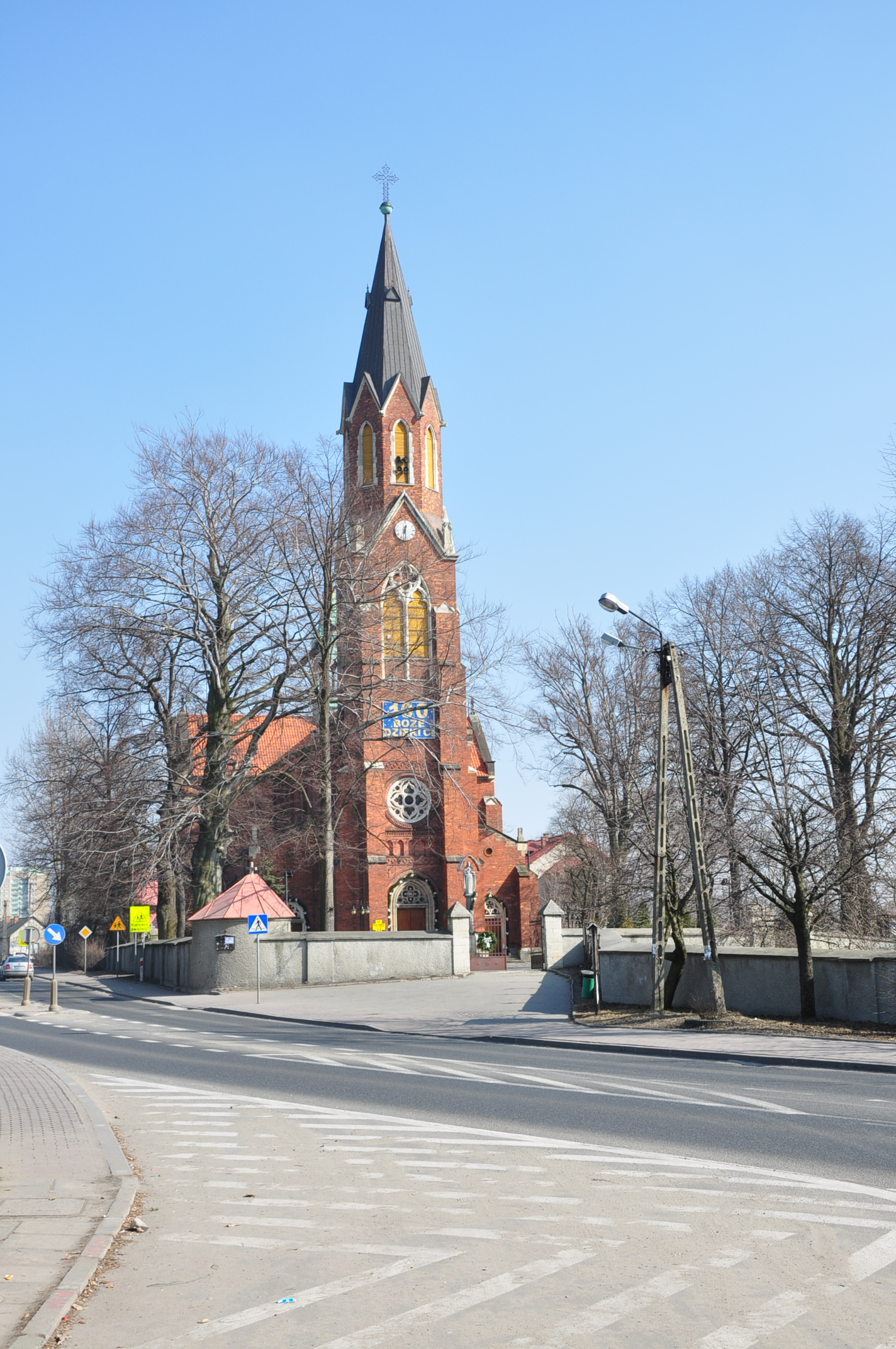
Лібйонж - костьол «Преображіння»